# إشتفان سابو
إشتفان سابو (بالمجرية: Szabó István)‏ (23 أبريل 1945 - ) هو لاعب كرة يد مجري. شارك في الألعاب الأولمبية الصيفية 1972.

## وصلات خارجية
- إشتفان سابو على موقع أوليمبيديا (الإنجليزية)
- إشتفان سابو على موقع اللجنة الأولمبية المجرية (الهنغارية)